# Amphisbaena varia
Amphisbaena varia là một loài bò sát trong họ Amphisbaenidae. Loài này được Laurenti mô tả khoa học đầu tiên năm 1768.